# Liste der Teilnehmer am Hambacher Fest
Diese Liste führt soweit bekannt die Teilnehmer am Hambacher Fest (27. Mai bis 1. Juni 1832) sowie deren darauf folgende Bedeutung für den Vormärz (1815–1848) auf.

## Teilnehmer
| Name                                                     | Beruf                                           | Besonderheit / Verbindung | Hambacher Fest                                    | DPuVV        | FW.                                                      | Freiheitskriege                                                                | Nat.-Versammlung                                      |
| -------------------------------------------------------- | ----------------------------------------------- | --- | ------------------------------------------------- | ------------ | -------------------------------------------------------- | ------------------------------------------------------------------------------ | ----------------------------------------------------- |
| Börne, Ludwig                                            | Schriftsteller, Journalist                      | | Ehrengast                                         |              |                                                          |                                                                                |                                                       |
| Siebenpfeiffer, Philipp Jakob                            | Jurist, Publizist                               | Universität Freiburg | Redner, Initiator, Organisator                    | Mitglied     |                                                          | 1833 Schweiz                                                                   |                                                       |
| Wirth, Johann Georg August                               | Jurist, Publizist                               | Alte Erlanger Burschenschaft, Corps Franconia Erlangen | Redner, Mitinitiator, Organisator                 | Mitglied     |                                                          | 1836 Schweiz                                                                   | hineingewählt/verstorben                              |
| Hepp, Philipp                                            | Arzt, Botaniker, Politiker                      | | Redner (Begrüßung, Tisch)                         | Mitglied     |                                                          |                                                                                |                                                       |
| Hallauer, Nikolaus                                       | „Advokat“                                       | Universität Bonn, Vertreter des Fürstentums Lichtenberg                                                                                                   | Redner (Tisch), Angeklagter                       |              |                                                          | 1833 Frankreich (seit 1862 Staatsbürgerschaft)                                 | Wahl zum stellv. Abgeordneten zur Nationalversammlung |
| Fitz, Johannes                                           | Kaufmann, Winzer                                | Fahne (schwarz) mit der Inschrift: „Die Weinbauern müssen Trauern“                                                                                        | Redner, Angeklagter                               | Mitglied     |                                                          | 1832 Frankreich                                                                |                                                       |
| Barth, Carl Theodor                                      | Jurist, Publizist                               | Alte Heidelberger Burschenschaft | Redner, Organisator                               | Mitglied     |                                                          | 1833 Schweiz, England                                                          |                                                       |
| Brüggemann, Karl Heinrich                                | Journalist                                      | Bonner Burschenschaft Germania, Alte Heidelberger Burschenschaft                                                                                          | Redner, Organisator                               | Mitglied     |                                                          |                                                                                | erfolglos kandidiert                                  |
| Deidesheimer, Friedrich                                  | Kaufmann, Winzer                                | | Redner, Mitorganisator Redner                     |              |                                                          |                                                                                |                                                       |
| Becker, Johann Philipp                                   | Bürstenmacher, „Berufs“-Revolutionär            | | Redner                                            |              |                                                          | 1838 Schweiz, 1856 Frankreich, Schweiz                                         |                                                       |
| Frey, Ludwig                                             | Jurist, Publizist                               | Corps Rhenania Heidelberg, Alte Heidelberger Burschenschaft                                                                                               | Redner (Kurzansprache)                            |              |                                                          |                                                                                |                                                       |
| Hochdörfer, Johann Heinrich                              | Pfarrer, Publizist                              | Universität Heidelberg | Redner (vermerkt)                                 |              |                                                          | 1835 Schweiz                                                                   |                                                       |
| Lohbauer, Rudolph                                        | Publizist, Maler, Philosoph, Militärtheoretiker | Universität Tübingen, Burschenschafter, Redakteur Die Stadtpost (Stuttgart) Hrsg. Der Hochwächter (Stuttgart), später Redaktion Deutsche Zeitung (Berlin) | Redner (vermerkt), Angeklagter                    |              |                                                          | 1833, 1848 Schweiz; Lehrte Militärs in der Schweiz, eidgenössische Milizsystem | erfolglos kandidiert                                  |
| Stromeyer, Franz Joseph                                  | Publizist, Journalist                           | Burschenschafter; Hrsg. „Der Wächter am Rhein“ (als Franz Schlund)                                                                                        | Redner, Angeklagter                               |              |                                                          | 1833 Schweiz, Paris, London                                                    |                                                       |
| Widmann, Gottfried                                       | „Rechtspraktikant“                              | aus Würzburg | Redner, Angeklagter                               |              |                                                          |                                                                                |                                                       |
| Schoppmann, Johann Jakob                                 | Jurist, Politiker                               | | Redner (Festende), Mitorganisator                 | Mitglied     |                                                          |                                                                                |                                                       |
| Große, Ernst Ludwig                                      | Jurist, Dichter, Redakteur                      | Burschenschafter | Redner                                            | Mitglied     |                                                          | 1833 Schweiz Frankreich                                                        |                                                       |
| Scharpff, August Christian                               | „Kandidat der Philologie“                       | Burschenschafter | Redner                                            |              |                                                          | 1834 Frankreich                                                                |                                                       |
| Cornelius, Friedrich Wilhelm                             | Literat                                         | aus Stralsund | Redner                                            |              |                                                          |                                                                                |                                                       |
| Reuter, Fritz                                            | Dichter, Schriftsteller                         | Burschenschaft Rostocker Allgemeinheit, Jenenser Burschenschaft/Germania                                                                                  | Redner                                            |              |                                                          |                                                                                |                                                       |
| Schüler, Friedrich                                       | Jurist, Politiker                               | Universitäten Straßburg, Göttingen | Redner, Organisator                               | Vorstand     |                                                          | 1832 Frankreich, 1849 Lothringen                                               | Mitglied                                              |
| Savoye, Joseph                                           | Jurist, Publizist, Politiker                    | Corps Hassia Heidelberg | Redner, Organisator                               | Vorstand     |                                                          | 1832 Frankreich                                                                |                                                       |
| Geib, Ferdinand                                          | Jurist, Autor                                   | Universitäten Heidelberg, Erlangen | Organisator, Angeklagter                          | Vorstand     |                                                          | 1833 Frankreich                                                                |                                                       |
| Funck, Johann Friedrich                                  | Publizist, Schriftsteller                       | Universitäten Heidelberg, Jena, Frankfurt; Burschenschafter (Überreichte Wirth das „Ehrenschwert“)                                                        | Redner                                            | Mitglied     |                                                          |                                                                                |                                                       |
| Pistor, Daniel Friedrich                                 | Jurist                                          | Corps Germania München, Alte Heidelberger Burschenschaft                                                                                                  | Redner                                            | Sekretär     |                                                          | 1832 Frankreich                                                                |                                                       |
| Rey, Lucien                                              |                                                 | französische Abordnung aus Straßburg, „La Sociétè des amis du peuple“                                                                                     | Redner                                            |              |                                                          |                                                                                |                                                       |
| Oranski                                                  |                                                 | polnische Abordnung | Redner                                            |              |                                                          |                                                                                |                                                       |
| Grzymala, Franz                                          |                                                 | polnische Abordnung | Redner (Festende)                                 |              |                                                          |                                                                                |                                                       |
| Zatwarnicki                                              |                                                 | polnische Abordnung | Redner (Festende)                                 |              |                                                          |                                                                                |                                                       |
| Müller, Eduard                                           |                                                 | aus Mainz | Redner                                            |              |                                                          |                                                                                |                                                       |
| Müller, Michael                                          | Notar                                           | | Redner (Festende), Mitorganisator,                |              |                                                          |                                                                                |                                                       |
| Eifler, Georg                                            | „Kandidat der Theologie“                        | Burschenschafter in Erlangen und München | „Organisator“                                     | Sekretär     |                                                          |                                                                                |                                                       |
| Baumann, Melchior Philipp                                | Kaufmann, Politiker                             | | „Organisator“, Teilnehmer                         | Mitglied     |                                                          |                                                                                |                                                       |
| von Denis, Paul Camille                                  | Ingenieur, Politiker                            | Pariser Polytech. Hochschule | Teilnehmer                                        | Finanzier    |                                                          | 1832 England, Amerika                                                          |                                                       |
| Abresch, Johann Philipp                                  | Landwirt, Politiker                             | Fahne „schwarz-rot-gold“ mit der Inschrift: „Deutschlands Wiedergeburt“                                                                                   | Mitorganisator, Teilnehmer                        |              |                                                          |                                                                                |                                                       |
| Baader, S.                                               | Ökonom                                          | | Mitorganisator, Teilnehmer                        |              |                                                          |                                                                                |                                                       |
| Baader, S.                                               | Weinhändler                                     | | Mitorganisator, Teilnehmer                        |              |                                                          |                                                                                |                                                       |
| Blaufus                                                  | Geschäftsmann                                   | | Mitorganisator, Teilnehmer                        |              |                                                          |                                                                                |                                                       |
| Ferckel, P.                                              | Müller                                          | | Mitorganisator, Teilnehmer                        |              |                                                          |                                                                                |                                                       |
| Fritzweiler, H.                                          | Kaufmann                                        | | Mitorganisator, Teilnehmer                        |              |                                                          |                                                                                |                                                       |
| Fix                                                      | Kaufmann                                        | | Mitorganisator, Teilnehmer                        |              |                                                          |                                                                                |                                                       |
| Frey, G.                                                 | Ökonom                                          | | Mitorganisator, Teilnehmer                        |              |                                                          |                                                                                |                                                       |
| Gies, F.                                                 | Ökonom                                          | | Mitorganisator, Teilnehmer                        |              |                                                          |                                                                                |                                                       |
| Göttheim                                                 | Kaufmann                                        | | Mitorganisator, Teilnehmer                        |              |                                                          |                                                                                |                                                       |
| Helfferich, G.                                           | Kaufmann                                        | | Mitorganisator, Teilnehmer                        |              |                                                          |                                                                                |                                                       |
| Hornig, C.                                               | Weinhändler                                     | | Mitorganisator, Teilnehmer                        |              |                                                          |                                                                                |                                                       |
| Kästler                                                  | Geschäftsmann                                   | | Mitorganisator, Teilnehmer                        |              |                                                          |                                                                                |                                                       |
| Klein, F.                                                | Gerber                                          | | Mitorganisator, Teilnehmer                        |              |                                                          |                                                                                |                                                       |
| Klein, G.                                                | Gutsbesitzer                                    | | Mitorganisator, Teilnehmer                        |              |                                                          |                                                                                |                                                       |
| Klein, H.                                                | Ökonom                                          | | Mitorganisator, Teilnehmer                        |              |                                                          |                                                                                |                                                       |
| Klein, K.                                                | Gerber                                          | | Mitorganisator, Teilnehmer                        |              |                                                          |                                                                                |                                                       |
| Lederle, J. J.                                           | Kaufmann                                        | | Mitorganisator, Teilnehmer                        |              |                                                          |                                                                                |                                                       |
| Lembert                                                  | Notar                                           | | Mitorganisator, Teilnehmer                        |              |                                                          |                                                                                |                                                       |
| Mattil, Ch.                                              | Ökonom                                          | | Mitorganisator, Teilnehmer                        |              |                                                          |                                                                                |                                                       |
| Michel, W.                                               | Ökonom                                          | | Mitorganisator, Teilnehmer                        |              |                                                          |                                                                                |                                                       |
| Rassiga, J.                                              | Kaufmann                                        | | Mitorganisator, Teilnehmer                        |              |                                                          |                                                                                |                                                       |
| Schimpf                                                  | Bürgermeister                                   | | Mitorganisator, Teilnehmer                        |              |                                                          |                                                                                |                                                       |
| Umbstätter, J.                                           | Ökonom                                          | | Mitorganisator, Teilnehmer                        |              |                                                          |                                                                                |                                                       |
| Ries                                                     | Schneider                                       | | Mitorganisator, Teilnehmer                        |              |                                                          |                                                                                |                                                       |
| Hornig, J.                                               | Ökonom                                          | | Mitorganisator, Teilnehmer                        |              |                                                          |                                                                                |                                                       |
| Jülich, Georg Wilhelm                                    | „gewesene Einnehmer“                            | | Angeklagter, Teilnehmer                           |              |                                                          |                                                                                |                                                       |
| Kohlheff, Johann Philipp Michael                         | Buchdrucker                                     | | Angeklagter, Teilnehmer                           |              |                                                          |                                                                                |                                                       |
| Rost, Jacob Friedrich                                    | Buchdrucker                                     | | Angeklagter, Teilnehmer                           |              |                                                          |                                                                                |                                                       |
| Heckel, Ch.                                              | Ökonom                                          | | Mitorganisator, Teilnehmer                        |              |                                                          |                                                                                |                                                       |
| Bansa, Christian                                         | Politiker                                       | Burschenschaft Teutonia Gießen | Mitorganisator, Teilnehmer                        |              |                                                          | 1834 Schweiz                                                                   |                                                       |
| Weidig, Friedrich Ludwig                                 | Theologe, Publizist                             | fränkische Landsmannschaft Gießen | Organisator, (aus Vorsicht nicht teilgenommen)    |              | Organisator, (verstarb nach Folter)                      |                                                                                |                                                       |
| Blum, Robert                                             | Publizist, Politiker                            | sympathisierte mit dem HF, Ehrenmitglied Leipziger Burschenschaft Germania                                                                                | schrieb an „Einladung zum deutschen Maifeste“ mit |              |                                                          |                                                                                | Mitglied                                              |
| Schulz, Friedrich Wilhelm                                | Offizier, Jurist, Publizist                     | Alte Germania/Germanenbund Gießen, Germania Gießen | Teilnehmer                                        | Mitglied     |                                                          | 1834, 1849 Schweiz                                                             | Mitglied                                              |
| Knoebel, Friedrich Wilhelm                               | Pädagoge, Publizist                             | Corps Rhenania Heidelberg | Teilnehmer                                        | Mitglied     | Teilnehmer                                               | 1833 Schweiz                                                                   |                                                       |
| Guittienne, Johannes                                     | Politiker                                       | Alte Bonner Burschenschaft, Burschenschaft Germania München, Burschenschaft Franconia Heidelberg                                                          | Teilnehmer                                        | Mitglied     | Mitwisser                                                |                                                                                | Mitglied Vorparlament                                 |
| Körner, Gustav                                           | Jurist, Politiker, Buchhändler                  | Jenenser Burschenschaft/Germania, Alte Heidelberger Burschenschaft                                                                                        | Teilnehmer                                        | Mitglied     | Teilnehmer                                               | 1833 USA; 1862 kurze Beteiligung, 43rd Illinois Regiment                       |                                                       |
| Ritter, Carl Adolph                                      | Politiker                                       | | Teilnehmer                                        | Mitglied     |                                                          | 1832, 1849 Flucht zeitweilig USA                                               | Mitglied                                              |
| Jucho, Friedrich Siegmund                                | Jurist, Politiker                               | Alte Hallesche Burschenschaft, Jenenser Burschenschaft, Alte Germania Gießen                                                                              | Teilnehmer                                        | Mitglied     |                                                          |                                                                                | Mitglied                                              |
| Bunsen, Gustav                                           | Arzt                                            | Alte Würzburger Burschenschaft, Alte Heidelberger Burschenschaft                                                                                          | Teilnehmer                                        | Mitglied     | Teilnehmer                                               | 1833 USA                                                                       |                                                       |
| von Massow, Ewald                                        | Jurist                                          | Adeliger, Jenenser Burschenschaft/Germania | Teilnehmer                                        | Unterstützer |                                                          | ca. 1837 USA                                                                   |                                                       |
| Fein, Georg                                              | Politiker, Publizist                            | Jenenser Urburschenschaft, Alte Heidelberger Burschenschaft, Alte Göttinger Burschenschaft                                                                | (aus Vorsicht nicht teilgenommen)                 | Mitglied     | vermutet                                                 | 1833, 1849 Schweiz, 1833 London, Oslo, USA                                     |                                                       |
| Lelewel, Jan Paweł                                       | Ingenieuroffizier, Architekt                    | | Teilnehmer                                        |              | Teilnehmer                                               | 1833 Schweiz                                                                   |                                                       |
| Engelmann, Theodor                                       | Jurist, Publizist                               | Alte Heidelberger Burschenschaft, Jenenser Burschenschaft, Burschenschaft Markomannia München, Burschenschaft Corps Germania München                      | Teilnehmer                                        |              | Teilnehmer                                               | 1833 USA                                                                       |                                                       |
| von Rauschenplat, Johann Ernst                           | Revolutionär                                    | Corps Hildesia Göttingen | Teilnehmer                                        |              | Teilnehmer                                               | 1833 Schweiz                                                                   |                                                       |
| Franckh, Friedrich Gottlob                               | Buchhändler, Publizist                          | | Teilnehmer                                        |              | Franckh-Koseritz’sche Verschwörung                       |                                                                                |                                                       |
| Herold, Johann Kaspar Georg                              | Theologe, Schriftsteller                        | Burschenschafter (Halle, Freiburg) | Teilnehmer                                        |              | Teilnehmer                                               | 1833 Schweiz                                                                   |                                                       |
| Jacoby, Heinrich                                         | Mediziner                                       | Alte Heidelberger Burschenschaft | Teilnehmer                                        |              | Mitwisser                                                |                                                                                |                                                       |
| Dieffenbach, Ernst                                       | Mediziner, Naturforscher                        | Gießener Burschenschaft Germania | Teilnehmer                                        |              | vermutet                                                 | 1833 Schweiz, England, Neuseeland                                              |                                                       |
| Eisenmann, Johann Gottfried                              | Arzt, Politiker, Publizist                      | Burschenschaft Germania zu Würzburg, Alte Teutonia Würzburg                                                                                               | Teilnahme                                         |              |                                                          |                                                                                | Mitglied                                              |
| Zimmermann, Ernst                                        | Jurist                                          | Alte Germania Marburg | Teilnehmer                                        |              | vermutet                                                 |                                                                                |                                                       |
| Venedey, Jacob                                           | Publizist, Politiker                            | Alte Bonner Burschenschaft, Alte Heidelberger Burschenschaft, Jenenser Burschenschaft/Germania                                                            | Teilnehmer                                        |              |                                                          | 1833 Frankreich                                                                | Mitglied                                              |
| Rheinwald, Carl Friedrich                                | Jurist, Politiker                               | Alte Tübinger Burschenschaft | Teilnehmer                                        |              |                                                          |                                                                                | Mitglied                                              |
| Würth, Otto Carl                                         | Jurist, Politiker                               | Corps Suevia Tübingen, Corps Allemannia Freiburg | Teilnehmer                                        |              |                                                          | 1849 Schweiz                                                                   | Mitglied                                              |
| Kolb, Georg Friedrich                                    | Buchdrucker, Publizist, Politiker               | Burschenschafter | Teilnehmer                                        |              |                                                          | 1853 Schweiz (bis 1860)                                                        | Mitglied                                              |
| Enders, Philipp                                          | Arzt                                            | Jenenser Burschenschaft/Arminia | Teilnehmer                                        |              |                                                          |                                                                                | Mitglied                                              |
| Cetto, Carl Philipp                                      | Unternehmer, Politiker                          | Alte Heidelberger Burschenschaft | Teilnehmer                                        |              |                                                          |                                                                                | Mitglied                                              |
| Berkmann, Adolph Ernst Theodor                           | Jurist, Politiker                               | Alte Erlanger Burschenschaft | Teilnehmer                                        |              |                                                          | 1850 USA                                                                       | Mitglied                                              |
| Dham, Carl Johann                                        | Jurist, Politiker                               | Alte Bonner Burschenschaft, Populonia Bonn, Alte Franconia Heidelberg, Alte Greifswalder Burschenschaft                                                   | Teilnehmer                                        |              |                                                          |                                                                                | Mitglied                                              |
| Mathy, Karl                                              | Journalist, Politiker                           | Alte Heidelberger Burschenschaft | Teilnehmer                                        |              |                                                          |                                                                                | Mitglied                                              |
| Bassermann, Friedrich Daniel                             | Unternehmer, Politiker                          | Alte Freiburger Burschenschaft, Alte Heidelberger Burschenschaft                                                                                          | Teilnehmer                                        |              |                                                          |                                                                                | Mitglied                                              |
| von Soiron, Alexander                                    | Politiker                                       | Alte Heidelberger Burschenschaft | Teilnehmer                                        |              |                                                          |                                                                                | Mitglied                                              |
| Brenzinger, Erhard Joseph                                | Maler                                           | Radierung des Hambacher Fests | als Beobachter                                    |              |                                                          |                                                                                |                                                       |
| Hüetlin, Karl                                            | Jurist, Politiker                               | Universitäten Heidelberg, Freiburg | Teilnehmer                                        |              |                                                          |                                                                                |                                                       |
| Delisle, Karl                                            |                                                 | (mit Hüetlin, Karl Abordnung Konstanz) | Teilnehmer                                        |              |                                                          |                                                                                |                                                       |
| Frey, Theodor                                            | Politiker, Weinhändler                          | | Teilnehmer                                        |              |                                                          | 1833, 1849 Frankreich                                                          |                                                       |
| Wirth, Regina (geb. Werner)                              |                                                 | Ehefrau von Johann Georg August Wirth | Teilnehmerin                                      |              |                                                          |                                                                                |                                                       |
| Fein, Eduard                                             | Rechtswissenschaftler                           | (Bruder von Georg Fein) Universität Heidelberg | Teilnehmer                                        |              |                                                          |                                                                                |                                                       |
| Strecker, Georg                                          | Weinhändler, Jurist                             | aus Mainz, Universität Giessen (Leiter für Abordnung 400 Mainzer Bürger), Burschenschafter (Urburschenschaft Jena, Heidelberg, Gießen)                    | Teilnehmer                                        |              |                                                          |                                                                                |                                                       |
| von Schachtmeyer, Benjamin Ferdinand (auch Schachtmeier) | preußischer Rittmeister a. D.                   | aus Mainz | Teilnehmer                                        |              |                                                          |                                                                                |                                                       |
| Metternich, Germain                                      | Offizier                                        | aus Mainz | Teilnehmer                                        |              |                                                          | 1835 Schweiz, 1850 USA                                                         |                                                       |
| Beyschlag                                                | Kaufmann                                        | aus Frankfurt | Teilnehmer                                        |              |                                                          |                                                                                |                                                       |
| Netz                                                     | Kaufmann                                        | aus Frankfurt | Teilnehmer                                        |              |                                                          |                                                                                |                                                       |
| Hübschmann                                               | Kaufmann                                        | aus Frankfurt | Teilnehmer                                        |              |                                                          |                                                                                |                                                       |
| Jost                                                     | Apotheker                                       | aus Frankfurt | Teilnehmer                                        |              |                                                          |                                                                                |                                                       |
| Langer                                                   | Jurist                                          | aus Frankfurt | Teilnehmer                                        |              |                                                          |                                                                                |                                                       |
| Hinckel                                                  | Kaufmann                                        | aus Frankfurt | Teilnehmer                                        |              |                                                          |                                                                                |                                                       |
| Meidinger, Johann Valentin                               | Buchhändler                                     | aus Frankfurt | Teilnehmer                                        |              |                                                          |                                                                                |                                                       |
| Körner, Karl                                             | Buchhändler                                     | (Bruder von Gustav Körner) aus Frankfurt | Teilnehmer                                        |              |                                                          |                                                                                |                                                       |
| Sauerwein, Johann Wilhelm                                | Theologie, Journalist, Dichter                  | Alte Heidelberger Burschenschaft, aus Frankfurt | Teilnehmer                                        | Mitglied     | 1834 Schweiz, Frankreich                                 |                                                                                |                                                       |
| Stoltze, Friedrich                                       | Dichter, Gastwirt                               | | Teilnehmer                                        |              |                                                          |                                                                                |                                                       |
| Schmid, Albert                                           | Jurist, Richter                                 | Alte Göttinger Burschenschaft, Alte Heidelberger Burschenschaft, Jenenser Burschenschaft/Germania                                                         | Teilnehmer                                        |              |                                                          |                                                                                |                                                       |
| Desor, Pierre Jean                                       | Geologe, Glaziologe                             | Corps Hassia-Gießen | Teilnehmer                                        |              |                                                          | 1832 Frankreich                                                                |                                                       |
| Harring, Harro                                           | Dichter, Revolutionär                           | Alte Dresdener Burschenschaft/Concordia | Teilnehmer                                        |              |                                                          | 1849 England, Norwegen, USA                                                    |                                                       |
| Kammerer, Jakob Friedrich                                | Erfinder                                        | „selbstzündende Phosphorreibehölzer“ | Teilnahme                                         |              |                                                          | 1838 Schweiz                                                                   |                                                       |
| Häberle, Johannes                                        | Rotgerber, Bürgermeister                        | Führung eine Gruppe aus Steinwenden | Teilnahme                                         |              |                                                          |                                                                                |                                                       |
| Hecker, Friedrich                                        | Jurist, Politiker                               | engagierte sich bei Hassia, Rhenania, Palatia (heute Corps Rhenania Heidelberg)                                                                           | vermutete Teilnahme                               |              | 1848 USA; 82. Infanterieregiment                         |                                                                                |                                                       |
| Culmann, August Ferdinand                                | Jurist, Unternehmer, Politiker                  | Universitäten Göttingen, Würzburg (verteidigte Johann Heinrich Hochdörfer)                                                                                | Sympathisant                                      |              |                                                          | 1849 Frankreich                                                                | Mitglied                                              |
| Culmann, Johann Christian                                | Jurist, Politiker                               | Universitäten Straßburg, Göttingen (verteidigte Georg Eilfer)                                                                                             | Sympathisant                                      |              |                                                          |                                                                                |                                                       |
| Golsen, Carl Ludwig                                      | Jurist, Politiker, Winzer                       | Universitäten Heidelberg, Erlangen, München (verteidigte Philipp Jakob Siebenpfeiffer)                                                                    | Sympathisant                                      |              |                                                          |                                                                                |                                                       |
| Rust, Isaac                                              | Theologe                                        | | Sympathisant                                      |              |                                                          |                                                                                |                                                       |
| von Lerchenfeld, Gustav                                  | Jurist                                          | Burschenschafter | Sympathisant                                      |              |                                                          |                                                                                |                                                       |
| von Benzel-Sternau, Karl Christian Ernst                 | Politiker, Schriftsteller                       | | Sympathisant                                      |              |                                                          |                                                                                |                                                       |
| von Birnbaum, Johann                                     | Jurist                                          | | Sympathisant                                      |              |                                                          |                                                                                |                                                       |
| von Koch, Ludwig                                         | Jurist, Politiker                               | | Sympathisant                                      |              |                                                          |                                                                                |                                                       |
| Theisinger                                               | Papierhändler                                   | Sandhof Fest in Frankfurt | Sympathisant                                      |              |                                                          |                                                                                |                                                       |
| Carl Gottfried Weber (1780–1859)                         | Dekan (Pfarrer)in Homburg                       | aus Steinwenden | Sympathisant                                      |              |                                                          |                                                                                |                                                       |
| Johann August Messerich (1806–1876)                      | Student der Rechtswissenschaften                | Burschenschafter; aus Heidelberg | Mitglied                                          | Teilnehmer   | Abgeordneter der Preußischen Nationalversammlung 1848/49 |                                                                                |                                                       |
| Hildegard, Theodor                                       | Jurist                                          | Universitäten Heidelberg, Göttingen, Paris, Koblenz | Sympathisant                                      |              |                                                          | 1835 USA                                                                       |                                                       |
| Gerlach, Guido                                           | Jurist                                          | Jenaische Burschenschaft/Germania Jena, Alte Heidelberger Burschenschaft Franconia                                                                        | Teilnehmer                                        |              |                                                          |                                                                                |                                                       |
| Obermüller, Wilhelm                                      | Schriftsteller                                  | Alte Heidelberger Burschenschaft / Fäßlianer; Alte Freiburger Burschenschaft Germania                                                                     | Teilnehmer                                        |              | Teilnehmer                                               |                                                                                |                                                       |
| Bensen, Heinrich Wilhelm                                 | Lehrer und Historiker                           | Burschenschaft Teutonia Erlangen und Alte Hallesche Burschenschaft Germania                                                                               | Teilnehmer                                        |              |                                                          |                                                                                |                                                       |
| Jungklaaß, Karl Friedrich Wilhelm (1812–1904)            | Regierungs- und Schulrat                        | Alte Hallesche Burschenschaft Germania | Teilnehmer                                        |              |                                                          |                                                                                |                                                       |